# A Lombard Pápa Termál FC 2012–2013-as szezonja
A Lombard Pápa Termál FC 2012–2013-as szezonja szócikk a Lombard Pápa Termál FC első számú férfi labdarúgócsapatának egy idényéről szól, mely sorozatban a 4., összességében pedig a 6. idénye a csapatnak a magyar első osztályban. A klub fennállásának ekkor volt a 8. évfordulója.

## Statisztikák
Utolsó elszámolt mérkőzés dátuma: 2013. június 2.

### Mérkőzések
| Lejátszott mérkőzések száma          | 40 (30 OTP Bank Liga, 2 Magyar kupa, 8 Ligakupa)             |
| Győzelmek száma                      | 13 (7 OTP Bank Liga, 1 Magyar kupa, 5 Ligakupa)              |
| Döntetlenek száma                    | 7 (7 OTP Bank Liga, 0 Magyar kupa, 0 Ligakupa)               |
| Vereségek száma                      | 20 (16 OTP Bank Liga, 1 Magyar kupa, 3 Ligakupa)             |
| Szerzett gólok száma                 | 49                                                           |
| Kapott gólok száma                   | 60                                                           |
| Gólkülönbség                         | –11                                                          |
| Sárga lapok                          | 106                                                          |
| Kiállítások                          | 8                                                            |
| Legtöbbet figyelmeztetett játékos    | Tóth Gábor (19 , 0 )                                         |
| Legnagyobb arányú győzelem otthon    | Lombard Pápa 6–1 Egri FC (2013. 05. 11.)                     |
| Legnagyobb arányú győzelem idegenben | Tapolca 0–9 Lombard Pápa (2012. 09. 25.)                     |
| Legnagyobb arányú vereség            | Győri ETO 6–0 Lombard Pápa (2012. 09. 28.)                   |
| Legmagasabb hazai nézőszám           | 4 000 néző, Lombard Pápa 0–3 Ferencváros (2013. 03. 03.)     |
| Legalacsonyabb hazai nézőszám        | 200 néző, Lombard Pápa 2–1 Kaposvári Rákóczi (2012. 10. 10.) |
| Legalacsonyabb hazai nézőszám        | 200 néző, Lombard Pápa 2–1 Videoton (2012. 11. 13.)          |
| Legtöbbször pályára lépett játékos   | Tóth Gábor (35 mérkőzés)                                     |
| Legtöbbször pályára lépett játékos   | Szűcs Lajos (35 mérkőzés)                                    |
| Házi gólkirály                       | Goran Marić (9 )                                             |
| Pontok                               | 46/120 (38,33%)                                              |

### Kiírások
| Kiírás        | Statisztikák | Statisztikák | Statisztikák | Statisztikák | Statisztikák | Statisztikák | Kezdő forduló | Végső forduló/ helyezés | Mérkőzések dátumai | Mérkőzések dátumai |
| Kiírás        | M            | GY           | D            | V            | LG–KG        | GK           | Kezdő forduló | Végső forduló/ helyezés | Első               | Utolsó             |
| ------------- | ------------ | ------------ | ------------ | ------------ | ------------ | ------------ | ------------- | ----------------------- | ------------------ | ------------------ |
| OTP Bank Liga | 30           | 7            | 7            | 16           | 26–46        | –20          | —             |                         | 2012. 07. 29.      | 2013. 06. 02.      |
| Magyar kupa   | 2            | 1            | 0            | 1            | 9–1          | +8           | 2. forduló    | 3. forduló              | 2012. 09. 25.      | 2012. 10. 28.      |
| Ligakupa      | 8            | 5            | 0            | 3            | 14–13        | +1           | Csoportkör    | Negyeddöntő             | 2012. 09. 05.      | 2013. 03. 06.      |

## Mérkőzések
| Színmagyarázat | Színmagyarázat |
| -------------- | -------------- |
|                | Győzelem.      |
|                | Döntetlen.     |
|                | Vereség.       |

### OTP Bank Liga 2012–13

#### Őszi fordulók
| 1. forduló 2012. július 29. 18:30 |

| Videoton                                            | 1 – 1               | Lombard Pápa                                    |
| --------------------------------------------------- | ------------------- | ----------------------------------------------- |
| Nikolics N. 53' Haraszti 16' Vaskó 33' Mitrović 46' | (0 – 1) Jegyzőkönyv | Seye 25' 36' Arsić 32' Quintero 66' Tóth G. 86' |

| Sóstói Stadion, Székesfehérvár Nézőszám: 2 274 Játékvezető: Radványi Ádám (magyar) |

| 2. forduló 2012. augusztus 3. 17:00 |

| Lombard Pápa | 0 – 0               | Paksi FC            |
| ------------ | ------------------- | ------------------- |
| Tóth G. 55'  | (0 – 0) Jegyzőkönyv | Sifter 50' Éger 88' |

| Perutz Stadion, Pápa Nézőszám: 1 000 Játékvezető: Szőts Gergely (magyar) |

| 3. forduló 2012. augusztus 11. 20:45 |

| Ferencváros                                             | 4 – 1               | Lombard Pápa                        |
| ------------------------------------------------------- | ------------------- | ----------------------------------- |
| Józsi 6' 17' (11-esből) Klein 68' 33' Máté 73' Grúz 10' | (2 – 1) Jegyzőkönyv | Maróti 9' Rodenbücher 16′ Szabó 42' |

| Albert Flórián Stadion, Budapest Nézőszám: 3 700 Játékvezető: Németh Ádám (magyar) |

| 4. forduló 2012. augusztus 19. 16:30 |

| Lombard Pápa                      | 0 – 2               | MTK Budapest                         |
| --------------------------------- | ------------------- | ------------------------------------ |
| Dlusztus 39' Maróti 74' Szabó 90' | (0 – 0) Jegyzőkönyv | Nikházi 83' Hidvégi 90+5' Vadnai 88' |

| Perutz Stadion, Pápa Nézőszám: 500 Játékvezető: Vad II. István (magyar) |

| 5. forduló 2012. augusztus 26. 16:30 |

| Debreceni VSC         | 1 – 0               | Lombard Pápa                                     |
| --------------------- | ------------------- | ------------------------------------------------ |
| Szakály 77' Šimac 81' | (0 – 0) Jegyzőkönyv | Tóth G. 2' Maróti 38' Quintero 47' Présinger 56' |

| Oláh Gábor utca, Debrecen Nézőszám: 3 000 Játékvezető: Takács János (magyar) |

| 6. forduló 2012. szeptember 1. 18:30 |

| Lombard Pápa                                             | 3 – 0               | Kaposvári Rákóczi  |
| -------------------------------------------------------- | ------------------- | ------------------ |
| Seye 43' Maróti 48' Sekour 67' Tóth G. 50' Présinger 69' | (1 – 0) Jegyzőkönyv | Okuka 21' Oláh 62' |

| Perutz Stadion, Pápa Nézőszám: 1 800 Játékvezető: Erdős József (magyar) |

| 7. forduló 2012. szeptember 15. 16:00 |

| Kecskeméti TE                                   | 1 – 2               | Lombard Pápa                                                                                     |
| ----------------------------------------------- | ------------------- | ------------------------------------------------------------------------------------------------ |
| Litsingi 11' Luis Ramos 20' Vaskó 58' Antal 79′ | (1 – 1) Jegyzőkönyv | Marić 41' 81' (11-esből) 90+3' Tóth B. 23' Quintero 28' Présinger 32' Sekour 38' Rodenbücher 66' |

| Széktói Stadion, Kecskemét Nézőszám: 2 000 Játékvezető: Solymosi Péter (magyar) |

| 8. forduló 2012. szeptember 22. 18:30 |

| Lombard Pápa          | 1 – 2               | Pécsi MFC                                                |
| --------------------- | ------------------- | -------------------------------------------------------- |
| Benko 90' Marić 90+3' | (0 – 1) Jegyzőkönyv | Krejci 9' Bajzát 84' Panikvar 10' Wittrédi 60' Uzoma 63' |

| Perutz Stadion, Pápa Nézőszám: 1 300 Játékvezető: Berger József (magyar) |

| 9. forduló 2012. szeptember 28. 17:00 |

| Győri ETO                                                                 | 6 – 0               | Lombard Pápa                          |
| ------------------------------------------------------------------------- | ------------------- | ------------------------------------- |
| Kronaveter 15' 85' Varga 34' 38' 62' Koltai 56' Völgyi 32' Alekszidze 65' | (3 – 0) Jegyzőkönyv | Tóth G. 18' Présinger 69' Tóth B. 79' |

| ETO Park, Győr Nézőszám: 3 200 Játékvezető: Andó-Szabó Sándor (magyar) |

| 10. forduló 2012. október 6. 14:00 |

| Újpest                       | 1 – 1               | Lombard Pápa                                                        |
| ---------------------------- | ------------------- | ------------------------------------------------------------------- |
| Kabát 22' Stanisavljević 74' | (1 – 0) Jegyzőkönyv | Aarab 79' (öngól) Présinger 32' Tóth B. 65' Szűcs 90+1' Marić 90+3' |

| Szusza Ferenc Stadion, Budapest Nézőszám: 3 422 Játékvezető: Berke Balázs (magyar) |

| 11. forduló 2012. október 20. 14:00 |

| Lombard Pápa                                 | 2 – 1               | Budapest Honvéd                    |
| -------------------------------------------- | ------------------- | ---------------------------------- |
| Marić 42' 89' (11-esből) Seye 66' Maróti 76' | (1 – 1) Jegyzőkönyv | Diaby 32' Lovrić 80' Živanović 88' |

| Perutz Stadion, Pápa Nézőszám: 1 600 Játékvezető: Böcskei Balázs (magyar) |

| 12. forduló 2012. október 26. 19:00 |

| Egri FC                          | 1 – 1               | Lombard Pápa                                 |
| -------------------------------- | ------------------- | -------------------------------------------- |
| Farkas 29' Knakal 40' Kovács 76' | (1 – 1) Jegyzőkönyv | Knakal 33' (öngól) Rodenbücher 74' Marić 87' |

| Oláh Gábor utca, Debrecen Nézőszám: 100 Játékvezető: Becséri Dániel (magyar) |

| 13. forduló 2012. november 3. 16:00 |

| Lombard Pápa                                                                                 | 1 – 0               | Haladás                            |
| -------------------------------------------------------------------------------------------- | ------------------- | ---------------------------------- |
| Marić 29' (11-esből) Présinger 22' Maróti 32' Sekour 60′ Nagy 63' Tóth G. 80' Quintero 90+2' | (1 – 0) Jegyzőkönyv | Devecseri 28' Rajos 41' Iszlai 45' |

| Perutz Stadion, Pápa Nézőszám: 2 000 Játékvezető: Veizer Roland (magyar) |

| 14. forduló 2012. november 9. 19:00 |

| BFC Siófok                  | 1 – 0               | Lombard Pápa                                       |
| --------------------------- | ------------------- | -------------------------------------------------- |
| Nyári 8' Sluka 7' Fehér 57' | (1 – 0) Jegyzőkönyv | Tóth B. 41' Simon 63' Rodenbücher 76' Dlusztus 82' |

| Révész Géza utca, Siófok Nézőszám: 300 Játékvezető: Erdős József (magyar) |

| 15. forduló 2012. november 16. 17:00 |

| Lombard Pápa                                                     | 2 – 2               | Diósgyőr                                                                         |
| ---------------------------------------------------------------- | ------------------- | -------------------------------------------------------------------------------- |
| Marić 61' (11-esből) 90+4' (11-esből) Rodenbücher 24' Sekour 44' | (0 – 2) Jegyzőkönyv | Tisza 25' (11-esből) 30' (11-esből) Nagy 55′ Gosztonyi 67′ Tajti 83' Hanek 90+3′ |

| Perutz Stadion, Pápa Nézőszám: 1 500 Játékvezető: Iványi Zoltán (magyar) |

| 16. forduló 2012. november 25. 18:30 |

| Lombard Pápa                                | 1 – 0               | Videoton                                  |
| ------------------------------------------- | ------------------- | ----------------------------------------- |
| Seye 39' Tóth B. 34' Marić 59' Quintero 72' | (1 – 0) Jegyzőkönyv | Sándor 24' Vinícius 34′ Tóth 47' Kaká 73' |

| Perutz Stadion, Pápa Nézőszám: 1 000 Játékvezető: Takács János (magyar) |

| 17. forduló 2012. november 30. 19:00 |

| Paksi FC                                                         | 2 – 0               | Lombard Pápa                                                     |
| ---------------------------------------------------------------- | ------------------- | ---------------------------------------------------------------- |
| Eppel 31' Tököli 84' Szabó 33' Kulcsár 67' Bartha 82' Báló 90+1' | (1 – 0) Jegyzőkönyv | Présinger 30' Horváth 51′ Arsić 62' Rodenbücher 78' Dlusztus 80' |

| Fehérvári úti stadion, Paks Nézőszám: 750 Játékvezető: Becséri Dániel (magyar) |

#### Tavaszi fordulók
| 18. forduló 2013. március 3. 16:30 |

| Lombard Pápa                               | 0 – 3               | Ferencváros                                     |
| ------------------------------------------ | ------------------- | ----------------------------------------------- |
| Arsić 14' Marić 37' Tóth B. 41' Balogh 47' | (0 – 2) Jegyzőkönyv | Jenner 17' Aborah 23' 59' Böde 84' Martinus 40' |

| Perutz Stadion, Pápa Nézőszám: 4 000 Játékvezető: Farkas Ádám (magyar) |

| 19. forduló 2013. március 9. 16:00 |

| MTK Budapest          | 2 – 0               | Lombard Pápa             |
| --------------------- | ------------------- | ------------------------ |
| Wolfe 52' Hidvégi 84' | (0 – 0) Jegyzőkönyv | Dlusztus 65' Tóth G. 78' |

| Hidegkuti Nándor Stadion, Budapest Nézőszám: 800 Játékvezető: Berger József (magyar) |

| 20. forduló 2013. április 10. 18:00 |

| Lombard Pápa             | 1 – 0               | Debreceni VSC     |
| ------------------------ | ------------------- | ----------------- |
| Tóth B. 65' 17' Tino 31' | (0 – 0) Jegyzőkönyv | Máté 37' Bódi 64' |

| Perutz Stadion, Pápa Nézőszám: 800 Játékvezető: Oláh Gábor (magyar) |

- Elhalasztott mérkőzés.

| 21. forduló 2013. március 29. 17:00 |

| Kaposvári Rákóczi                                                   | 3 – 0               | Lombard Pápa                                                |
| ------------------------------------------------------------------- | ------------------- | ----------------------------------------------------------- |
| Waltner 81' Oláh 84' (11-esből) Balázs 90+1' Vručina 27' Kovács 65' | (0 – 0) Jegyzőkönyv | Orozco 45' Marić 69' Rodenbücher 76' Tóth G. 82' Németh 83' |

| Rákóczi Stadion, Kaposvár Nézőszám: 1 500 Játékvezető: Andó-Szabó Sándor (magyar) |

| 22. forduló 2013. április 6. 16:00 |

| Lombard Pápa                                         | 0 – 2               | Kecskeméti TE                            |
| ---------------------------------------------------- | ------------------- | ---------------------------------------- |
| Tóth G. 17' Marić 28' Quintero 57' Rodenbücher 90+1' | (0 – 0) Jegyzőkönyv | Balázs 72' Salami 85' Mohl 59' Antal 88' |

| Perutz Stadion, Pápa Nézőszám: 800 Játékvezető: Kassai Viktor (magyar) |

| 23. forduló 2013. április 13. 16:00 |

| Pécsi MFC                | 2 – 0               | Lombard Pápa                                  |
| ------------------------ | ------------------- | --------------------------------------------- |
| Čaušić 27' Lázár 67' 73' | (1 – 0) Jegyzőkönyv | Marić 32' Tóth G. 44' Orozco 45′ Dlusztus 80' |

| PMFC Stadion, Pécs Nézőszám: 700 Játékvezető: Iványi Zoltán (magyar) |

| 24. forduló 2013. április 20. 18:30 |

| Lombard Pápa           | 1 – 1               | Győri ETO                |
| ---------------------- | ------------------- | ------------------------ |
| Griffiths 90' Nagy 82' | (0 – 1) Jegyzőkönyv | Trajković 16' Völgyi 26' |

| Perutz Stadion, Pápa Nézőszám: 3 000 Játékvezető: Vad II. István (magyar) |

| 25. forduló 2013. április 27. 16:00 |

| Lombard Pápa  | 0 – 1               | Újpest              |
| ------------- | ------------------- | ------------------- |
| Griffiths 66′ | (0 – 0) Jegyzőkönyv | Antón 80' Lázár 75' |

| Perutz Stadion, Pápa Nézőszám: 2 700 Játékvezető: Oláh Gábor (magyar) |

| 26. forduló 2013. május 4. 16:00 |

| Budapest Honvéd                            | 2 – 0               | Lombard Pápa                                                 |
| ------------------------------------------ | ------------------- | ------------------------------------------------------------ |
| Délczeg 45' (11-esből) Nagy 81' Lovrić 90' | (1 – 0) Jegyzőkönyv | Tóth G. 12' Németh 42' Orozco 66' Rodenbücher 76' Maróti 85' |

| Bozsik József Stadion, Budapest Nézőszám: 1 000 Játékvezető: Erdős József (magyar) |

| 27. forduló 2013. május 11. 14:00 |

| Lombard Pápa                                                  | 6 – 1               | Egri FC                  |
| ------------------------------------------------------------- | ------------------- | ------------------------ |
| Griffiths 17' Quintero 22' 77' Marić 26' Arsić 33' Király 90' | (4 – 0) Jegyzőkönyv | Horváth 71' 70' Buač 37' |

| Perutz Stadion, Pápa Nézőszám: 800 Játékvezető: Veizer Roland (magyar) |

| 28. forduló 2013. május 17. 17:00 |

| Haladás                                                        | 2 – 1               | Lombard Pápa                                                          |
| -------------------------------------------------------------- | ------------------- | --------------------------------------------------------------------- |
| Kalász 54' Radó 88' (öngól) 74' Gyurján 39' Tóth 71' Simon 78' | (0 – 1) Jegyzőkönyv | Quintero 21' 70' Tóth G. 15' Présinger 18' Griffiths 43' Dlusztus 87' |

| Rohonci út, Szombathely Nézőszám: 1 950 Játékvezető: Iványi Zoltán (magyar) |

| 29. forduló 2013. május 24. 19:00 |

| Lombard Pápa                    | 0 – 1               | BFC Siófok                                                          |
| ------------------------------- | ------------------- | ------------------------------------------------------------------- |
| Maróti 7' Tóth G. 56' Marić 59' | (0 – 0) Jegyzőkönyv | Takács 57' 16' Kecskés 59' Windecker 61' Máté 68′ Pál 88' Gál 90+4' |

| Perutz Stadion, Pápa Nézőszám: 3 000 Játékvezető: Vad II. István (magyar) |

| 30. forduló 2013. június 2. 16:30 |

| Diósgyőr                                   | 1 – 1               | Lombard Pápa                        |
| ------------------------------------------ | ------------------- | ----------------------------------- |
| Kádár 90' Fernando 4' Luque 52' Vadász 59' | (0 – 0) Jegyzőkönyv | Griffiths 83' Tóth G. 52' Dóczi 89′ |

| DVTK-stadion, Miskolc Nézőszám: 7 715 Játékvezető: Andó-Szabó Sándor (magyar) |

#### A végeredmény
| #   | Csapat                | M  | GY | D  | V  | G+ – G– | GK  | P  | Megjegyzések                                   |
| --- | --------------------- | -- | -- | -- | -- | ------- | --- | -- | ---------------------------------------------- |
| 1.  | Győri ETO (B)         | 30 | 19 | 7  | 4  | 57–33   | +24 | 64 | 2013–2014-es Bajnokok Ligája – 2. selejtezőkör |
| 2.  | Videoton (I)          | 30 | 16 | 6  | 8  | 52–24   | +28 | 54 | 2013–2014-es Európa-liga – 1. selejtezőkör     |
| 3.  | Budapest Honvéd (I)   | 30 | 15 | 7  | 8  | 50–36   | +14 | 52 | 2013–2014-es Európa-liga – 1. selejtezőkör     |
| 4.  | MTK BudapestÚ         | 30 | 15 | 6  | 9  | 43–30   | +13 | 51 |                                                |
| 5.  | Ferencváros           | 30 | 13 | 10 | 7  | 51–36   | +15 | 49 |                                                |
| 6.  | Debreceni VSCCV (KGY) | 30 | 14 | 4  | 12 | 47–36   | +11 | 46 | 2013–2014-es Európa-liga – 2. selejtezőkör1    |
| 7.  | Kecskeméti TE         | 30 | 12 | 8  | 10 | 42–42   | 0   | 44 |                                                |
| 8.  | Haladás               | 30 | 11 | 11 | 8  | 36–27   | +9  | 44 |                                                |
| 9.  | Újpest                | 30 | 11 | 8  | 11 | 40–42   | −2  | 41 |                                                |
| 10. | Diósgyőr              | 30 | 9  | 11 | 10 | 31–39   | −8  | 38 |                                                |
| 11. | Kaposvári Rákóczi     | 30 | 10 | 7  | 13 | 35–38   | −3  | 37 |                                                |
| 12. | Pécsi MFC             | 30 | 10 | 7  | 13 | 33–44   | −11 | 37 |                                                |
| 13. | Paksi FC              | 30 | 8  | 11 | 11 | 40–38   | +2  | 35 |                                                |
| 14. | Lombard Pápa          | 30 | 7  | 7  | 16 | 26–46   | −20 | 28 |                                                |
| 15. | BFC Siófok (K)        | 30 | 7  | 4  | 19 | 31–61   | −30 | 25 | NB II                                          |
| 16. | Egri FCÚ (K)          | 30 | 3  | 6  | 21 | 25–67   | −42 | 15 | NB II                                          |

Forrás: MLSZ adatbank 
A rangsorolás alapszabályai: 1. összpontszám, 2. győzelmek száma, 3. gólkülönbség, 4. szerzett gólok száma, 5. egymás elleni eredmények összpontszáma,  6. egymás elleni eredmények gólkülönbsége, 7. egymás elleni eredmények szerzett góljainak száma, 8. egymás elleni eredmények idegenben szerzett góljainak száma.
1 A Debreceni VSC a 2013–14-es Európa-liga 2. selejtezőkörében indulhat, kupagyőztesként.
(B): Bajnokcsapat, (K): Kieső csapat, (F): Feljutó csapat, (I): Kupainduló, (R): A rájátszás győztese, (KGY): Kupagyőztes

#### Eredmények összesítése
Az alábbi táblázatban összesítve szerepelnek a Lombard Pápa Termál FC 2012/13-as bajnokságban elért eredményei.
| Ősz/tavasz (forduló)    | Otthon | Otthon | Otthon | Otthon | Otthon | Otthon | Otthon | Idegenben | Idegenben | Idegenben | Idegenben | Idegenben | Idegenben | Idegenben |
| Ősz/tavasz (forduló)    | M      | GY     | D      | V      | LG–KG  | GK     | P      | M         | GY        | D         | V         | LG–KG     | GK        | P         |
| ----------------------- | ------ | ------ | ------ | ------ | ------ | ------ | ------ | --------- | --------- | --------- | --------- | --------- | --------- | --------- |
| Őszi szezon (1–17.)     | 8      | 4      | 2      | 2      | 10–7   | +3     | 14     | 9         | 1         | 3         | 5         | 6–18      | –12       | 6         |
| Tavaszi szezon (18–30.) | 7      | 2      | 1      | 4      | 8–9    | –1     | 7      | 6         | 0         | 1         | 5         | 2–12      | –10       | 1         |
| Összesen (1–30.)        | 15     | 6      | 3      | 6      | 18–16  | +2     | 21     | 15        | 1         | 4         | 10        | 8–30      | –22       | 7         |

#### Helyezések fordulónként
| Forduló  | 1 | 2  | 3  | 4  | 5  | 6  | 7  | 8  | 9  | 10 | 11 | 12 | 13 | 14 | 15 | 16 | 17 | 18 | 19 | 20 | 21 | 22 | 23 | 24 | 25 | 26 | 27 | 28 | 29 | 30 |
| -------- | - | -- | -- | -- | -- | -- | -- | -- | -- | -- | -- | -- | -- | -- | -- | -- | -- | -- | -- | -- | -- | -- | -- | -- | -- | -- | -- | -- | -- | -- |
| Helyszín | I | O  | I  | O  | I  | O  | I  | O  | I  | I  | O  | I  | O  | I  | O  | O  | I  | O  | I  | O  | I  | O  | I  | O  | O  | I  | O  | I  | O  | I  |
| Eredmény | D | D  | V  | V  | V  | GY | GY | V  | V  | D  | GY | D  | GY | V  | D  | GY | V  | V  | V  | GY | V  | V  | V  | D  | V  | V  | GY | V  | V  | D  |
| Helyezés | 7 | 10 | 13 | 14 | 15 | 14 | 10 | 12 | 15 | 15 | 13 | 13 | 12 | 13 | 13 | 12 | 13 | 14 | 14 | 12 | 14 | 14 | 14 | 14 | 14 | 14 | 14 | 14 | 14 | 14 |

Helyszín: O = Otthon; I = Idegenben. Eredmény: GY = Győzelem; D = Döntetlen; V = Vereség.

### Magyar kupa
| 2. forduló 2012. szeptember 25. 15:30 |

| Tapolca | 0 – 9               | Lombard Pápa                                                                        |
| ------- | ------------------- | ----------------------------------------------------------------------------------- |
|         | (0 – 5) Jegyzőkönyv | Tóth G. 8' Dlusztus 28' Seye 35' 72' Simon 43' 45' Király 52' Grőber 67' Németh 90' |

| Tapolca Játékvezető: Barna Gábor (magyar) |

| 3. forduló 2012. október 28. 12:30 |

| Létavértes      | 1 – 0               | Lombard Pápa                                |
| --------------- | ------------------- | ------------------------------------------- |
| Hajdu 90+2' 84' | (0 – 0) Jegyzőkönyv | Tóth G. 86' Rodenbücher 90+1' Tóth B. 90+3' |

| Létavértes Nézőszám: 600 Játékvezető: Karakó Ferenc (magyar) |

### Ligakupa

#### Csoportkör (C csoport)
| 1. forduló 2012. szeptember 5. 17:00 |

| Lombard Pápa                                       | 2 – 1               | Zalaegerszegi TE    |
| -------------------------------------------------- | ------------------- | ------------------- |
| Simon 9' Szabó 18' Németh 15' Tóth G. 40' Nagy 52' | (2 – 1) Jegyzőkönyv | Máté 3' Horváth 13' |

| Perutz Stadion, Pápa Nézőszám: 250 Játékvezető: Farkas Tibor (magyar) |

| 2. forduló 2012. szeptember 8. 18:00 |

| Videoton                                         | 2 – 0               | Lombard Pápa                           |
| ------------------------------------------------ | ------------------- | -------------------------------------- |
| Neto 30' Nikolics N. 58' Brachi 20′ Oliveira 35' | (1 – 0) Jegyzőkönyv | Dlusztus 17' Marić 69' Rodenbücher 70' |

| Sóstói Stadion, Székesfehérvár Nézőszám: 1 300 Játékvezető: Kiss Norbert (magyar) |

| 3. forduló 2012. október 10. 16:00 |

| Lombard Pápa                | 2 – 1               | Kaposvári Rákóczi                |
| --------------------------- | ------------------- | -------------------------------- |
| Seye 58' 67' Rodenbücher 3' | (0 – 0) Jegyzőkönyv | Katona 79' (11-esből) Kovács 61′ |

| Perutz Stadion, Pápa Nézőszám: 200 Játékvezető: Oláh Gábor (magyar) |

| 4. forduló 2012. december 7. 13:00 |

| Kaposvári Rákóczi                                   | 2 – 1               | Lombard Pápa                    |
| --------------------------------------------------- | ------------------- | ------------------------------- |
| Bőle 50' Horváth 59' Rusák 12' Földes 62' Vadas 67' | (0 – 1) Jegyzőkönyv | Rodenbücher 12' 88′ Tóth G. 23' |

| Kaposvár Nézőszám: 150 Játékvezető: Pintér Csaba (magyar) |

| 5. forduló 2012. november 13. 16:00 |

| Lombard Pápa                  | 2 – 1               | Videoton                    |
| ----------------------------- | ------------------- | --------------------------- |
| Seye 72' Szabó 76' Király 61' | (0 – 1) Jegyzőkönyv | Paraiba 7' 90+1' Károly 70' |

| Perutz Stadion, Pápa Nézőszám: 200 Játékvezető: Vad II. István (magyar) |

| 6. forduló 2012. december 4. 13:00 |

| Zalaegerszegi TE              | 1 – 2               | Lombard Pápa                          |
| ----------------------------- | ------------------- | ------------------------------------- |
| Bíró 59' Potyi 63' Babati 73' | (0 – 1) Jegyzőkönyv | Sekour 43' Király 54' Rodenbücher 58' |

| ZTE Aréna, Zalaegerszeg Nézőszám: 100 Játékvezető: Kovács J. Zoltán (magyar) |

#### A C csoport végeredménye
| Csapat            | M | Gy | D | V | G+ | G– | Gk | P  |
| ----------------- | - | -- | - | - | -- | -- | -- | -- |
| Videoton          | 6 | 4  | 1 | 1 | 9  | 3  | +6 | 13 |
| Lombard Pápa      | 6 | 4  | 0 | 2 | 9  | 8  | +1 | 12 |
| Kaposvári Rákóczi | 6 | 1  | 2 | 3 | 6  | 8  | –2 | 5  |
| Zalaegerszegi TE  | 6 | 1  | 1 | 4 | 5  | 10 | –5 | 4  |

#### Negyeddöntő
| 2013. február 20. 16:00 |

| Ferencváros                              | 3 – 1               | Lombard Pápa                                |
| ---------------------------------------- | ------------------- | ------------------------------------------- |
| Józsi 40' Jenner 42' Böde 50' Csilus 78' | (2 – 0) Jegyzőkönyv | 57' Marić 26' Tóth G. 58' Arsić 66' Tóth B. |

| Albert Flórián Stadion, Budapest Nézőszám: 1 846 Játékvezető: Andó-Szabó Sándor (magyar) |

| 2013. március 6. 17:00 |

| Lombard Pápa                                                                    | 4 – 2               | Ferencváros                               |
| ------------------------------------------------------------------------------- | ------------------- | ----------------------------------------- |
| Szabó 11' 90+3' Arsić 30' 90+8' Orozco 64' Lagator 89' Tóth G. 59' Németh 90+6' | (1 – 0) Jegyzőkönyv | 53' Böde 90+3' Čukić 11' Jenner 11′ Bešić |

| Perutz Stadion, Pápa Nézőszám: 1 200 Játékvezető: Radványi Ádám (magyar) |

Továbbjutott a Ferencváros, 5–5-ös összesítéssel, idegenben lőtt több góllal.